# Nenana (Alaska)
Nenana è un comune degli Stati Uniti d'America, situata nella Census Area di Yukon-Koyukuk (Unorganized Borough), nello Stato dell'Alaska. Si trova alla confluenza dei fiumi Tanana e Nenana.

## Storia e cultura
Il nome deriva da una parola (Toghotili) della lingua del "Tanana inferiore" (o basso Tanana). Inizialmente la città-villaggio fu conosciuta dagli americani con il nome di "Tortella", una traslitterazione della parola indiana "Toghotthele", il cui significato può essere "le montagne che sono parallele al fiume". Successivamente il luogo prese il nome dal popolo Nenana e dal fiume Nenana che scorre nelle vicinanze. 
I contatti, della popolazione di Nenana, con gli europei risalgono al 1838, durante il quale i russi scambiavano merci occidentali per pellicce con dei viaggi commerciali verso il villaggio di Tanana situato all'incrocio del fiume Tanana con il fiume Yukon a circa 150 km di distanza in direzione nord-ovest.
Dopo l'acquisto nel 1867 dell'Alaska da parte degli Stati Uniti i primi esploratori e commercianti americani entrarono per la prima volta nella Valle del Tanana tra il 1874 e il 1885. Nel 1902 la scoperta dell'oro a Fairbanks portò un'intensa attività nella regione. Nel 1915 fu aperto il primo ufficio postale.
Il completamento della linea ferroviaria tra Anchorage e Fairbanks con il relativo ponte sul Tanana portò un notevole (ma breve) incremento commerciale alla cittadina. Nel 1968 fu completato il ponte stradale attraverso il fiume Tanana, che diede alla città un collegamento stradale moderno con Fairbanks e rimpiazzò il traghetto sul fiume. L'autostrada George Parks fu completata nel 1971, fornendo una via più breve e diretta per Anchorage.
A livello federale (degli Stati Uniti) è riconosciuta la comunità denominata Nenana Native Association di lingua del Tanana inferiore. Dal 1971 in base alla legge "Alaska Native Claims Settlement Act of 1971" hanno diritti di autogoverno e gestiscono parte del loro territorio tradizionale (circa il 40% della popolazione è formata da nativi dell'Alaska).
I residenti di Nenana sponsorizzano la "Nenana Ice Classic", una lotteria basata sul momento esatto della rottura del ghiaccio invernale sul fiume Tanana.

## Geografia e clima
La cittadina si trova nella parte più occidentale del territorio chiamato localmente Tanana. Tanana (lingua del basso Tanana o Minto) è anche una "dialetto" della grande famiglia di lingue athabaska (appartenenti alla famiglia linguistica na-dene).
Le coordinate geografiche sono: 64°33′29″N 149°05′26″W. Secondo l'Ufficio del censimento degli Stati Uniti d'America la città ha una superficie totale di circa 16 km{\displaystyle ^{2}} (la superficie delle acque è minore del 1%).
Nenana ha un clima subartico continentale. Il mese più freddo è gennaio con una media di - 28 °C (il record è di - 56 °C), quello più caldo è luglio con una media di 21 °C (massimo 34 °C). Le nevicate assommano a 114 cm annui. Il mese più nevoso è novembre, quello più piovoso è agosto.

## Accessi
Nenana si trova sull'autostrada George Parks, a 88 km a sud-ovest da Fairbanks e a 489 km da Anchorage. La viabilità fluviale è possibile da inizio maggio a fine ottobre. Inoltre il piccolo centro abitato è dotato di una stazione ferroviaria servita dalla Alaska Railroad (la principale linea ferroviaria dell'Alaska), al miglio 412. Un aeroporto municipale con due piste e una per idrovolanti gestisce una media di oltre 16 operazioni di aeromobili al giorno.
Due ponti importanti collegano la cittadina all'area di Fairbanks. 
Il Tanana River Bridge, lungo l'autostrada George Parks (George Parks Highway), sul fiume Tanana. Il ponte è stato completato nel 1967. La campata più grande è di 152 metri per una lunghezza totale di 398 metri. La piattaforma (sulla quale poggia la strada) è larga 9 metri. Il traffico medio giornaliero è di 1.514 veicoli nei due sensi.

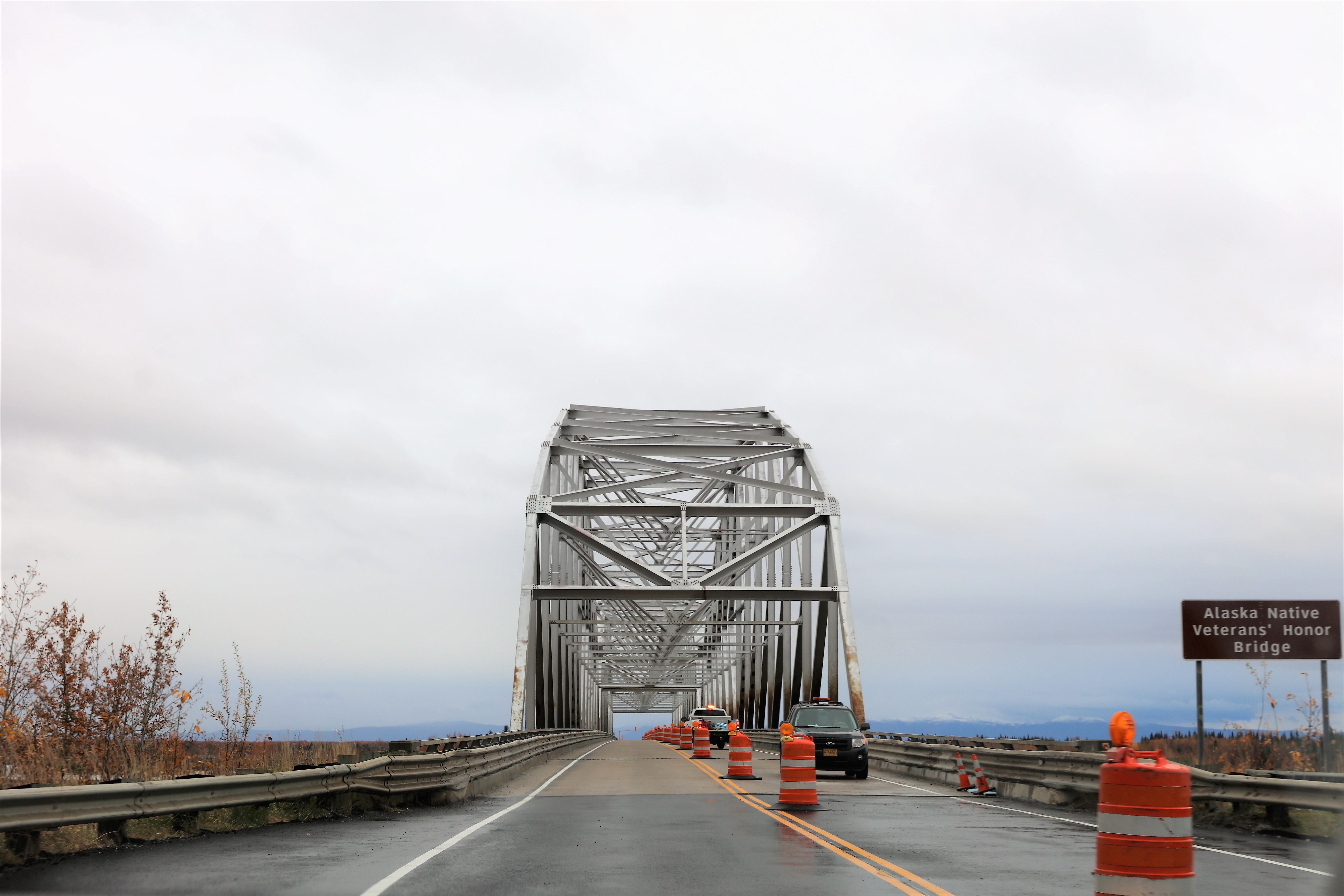
Il ponte in settembre
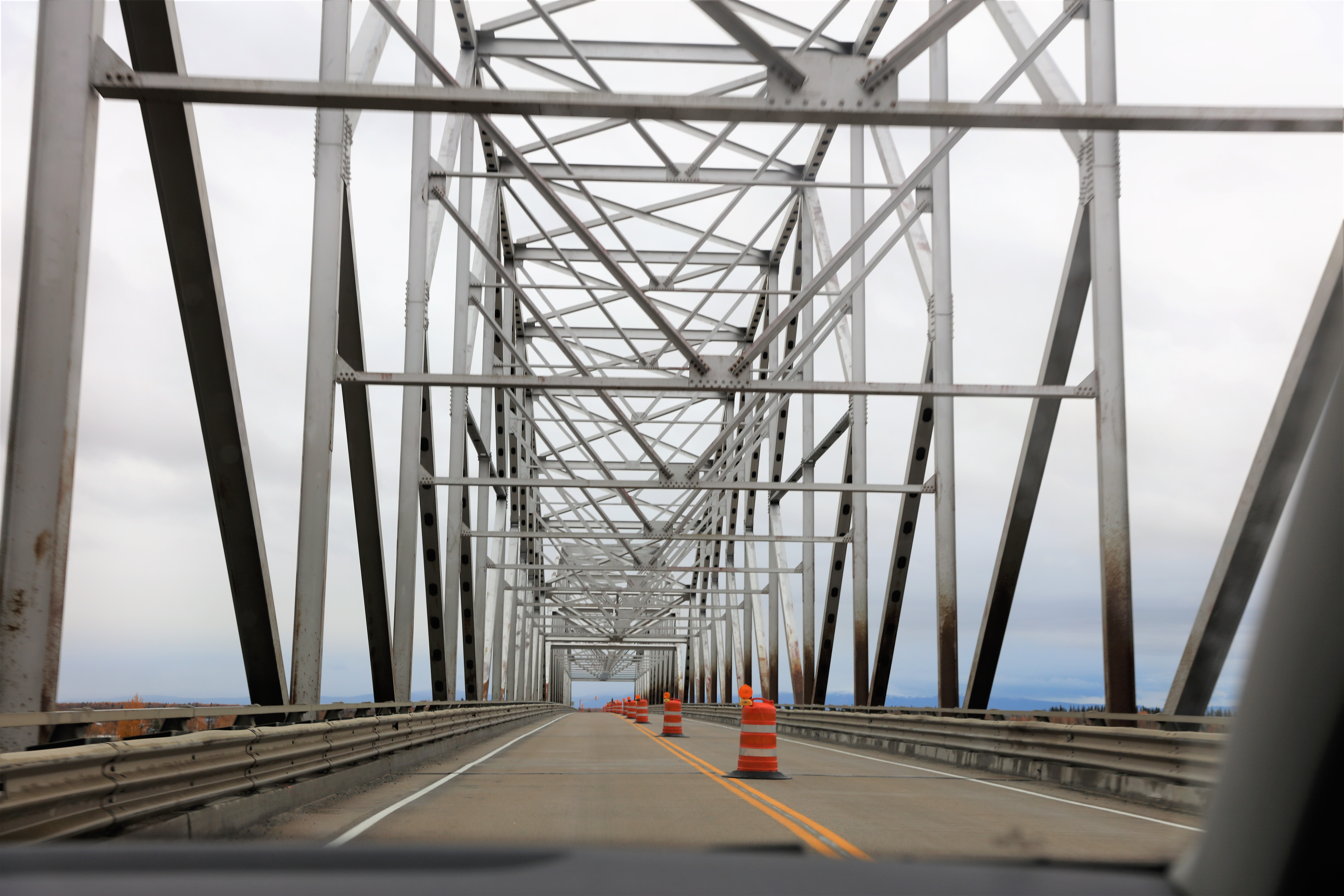
La struttura
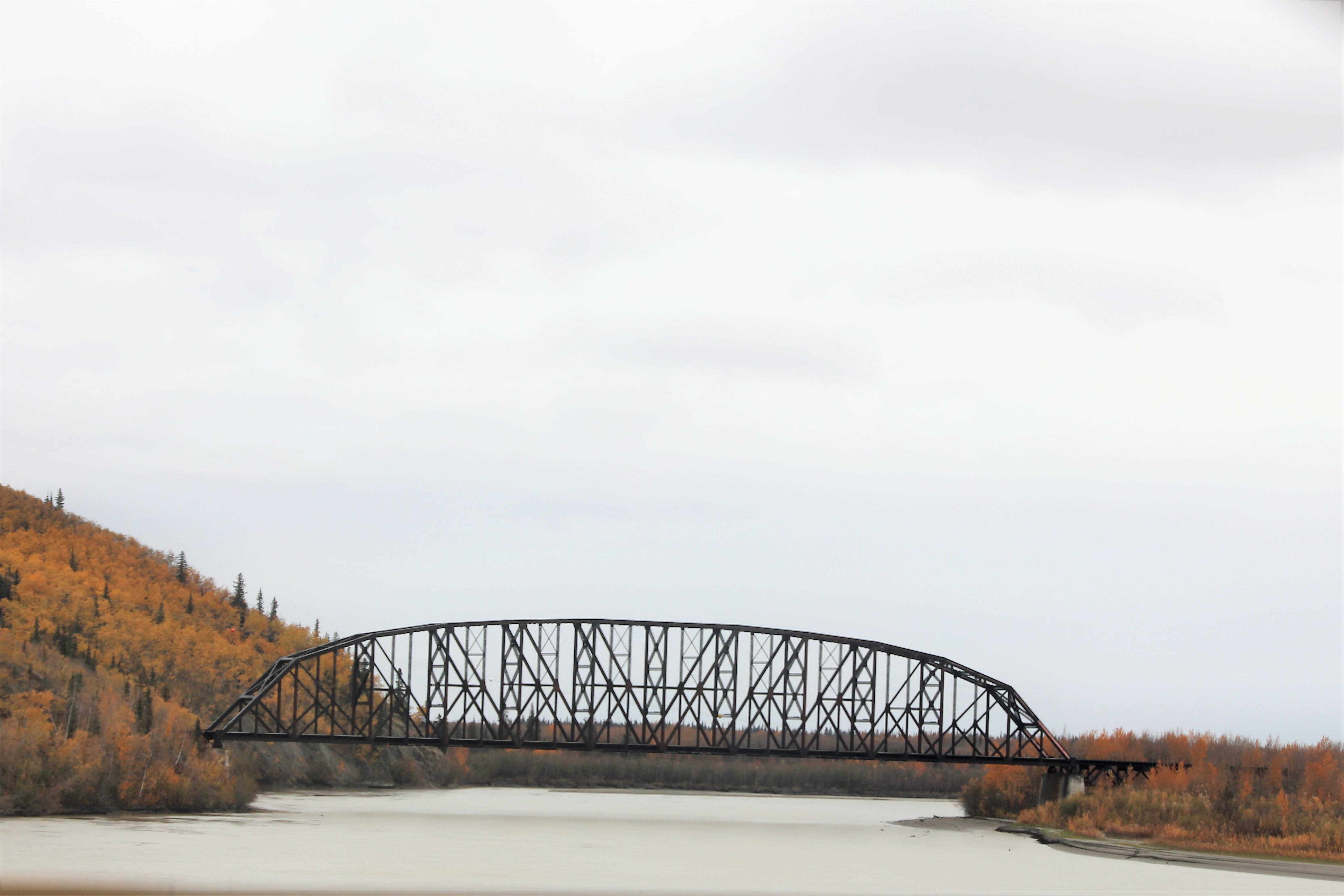
Il ponte "Mears Memorial" della ferrovia visto dal ponte stradale

Il ponte ferroviario (Mears Memorial Bridge), sempre sul fiume Tanana, che collega Anchorage con Fairbanks, fu costruito nel 1923. Il ponte è lungo 210 metri ed il terzo ponte più lungo in traliccio degli Stati Uniti.

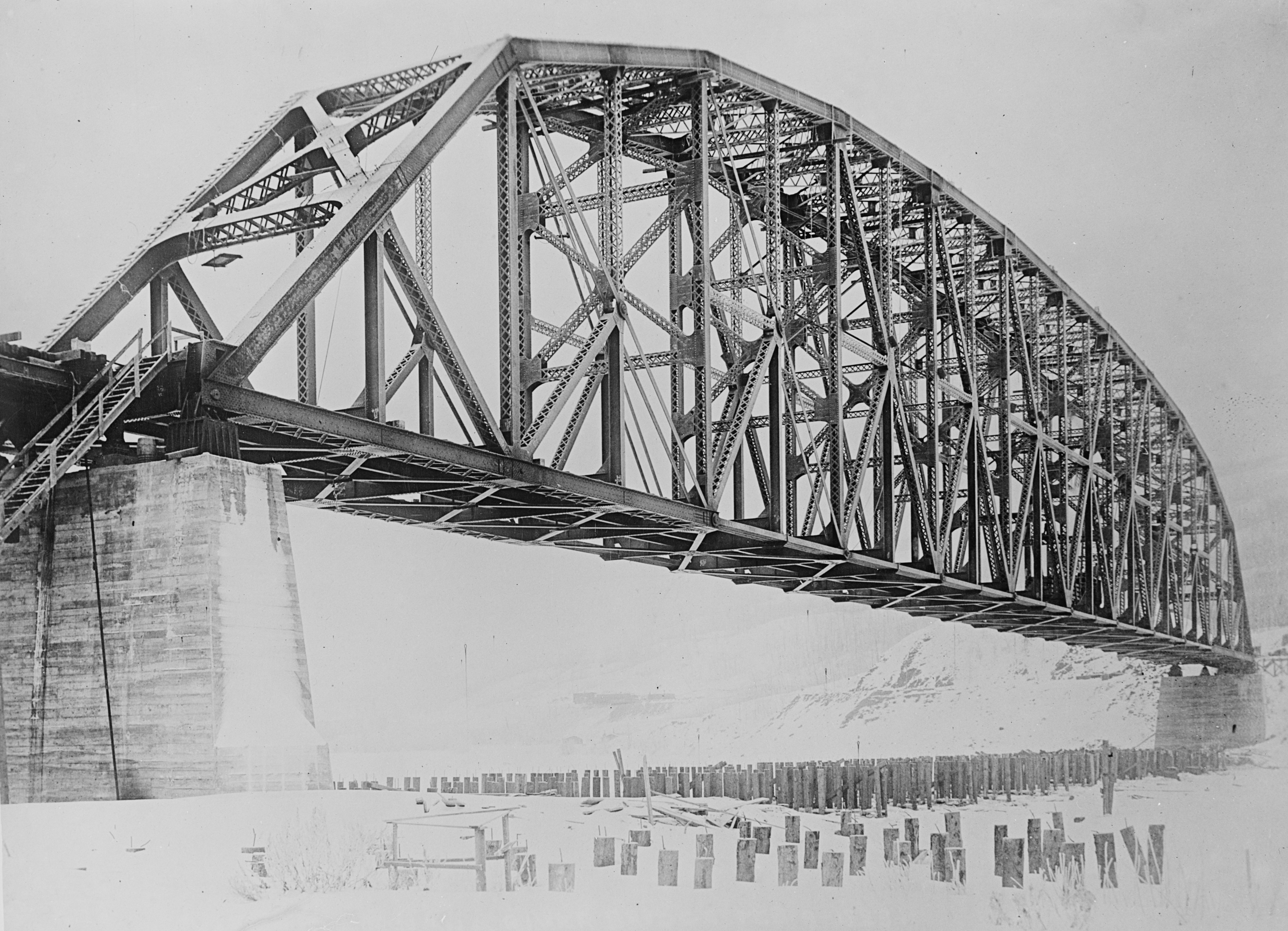
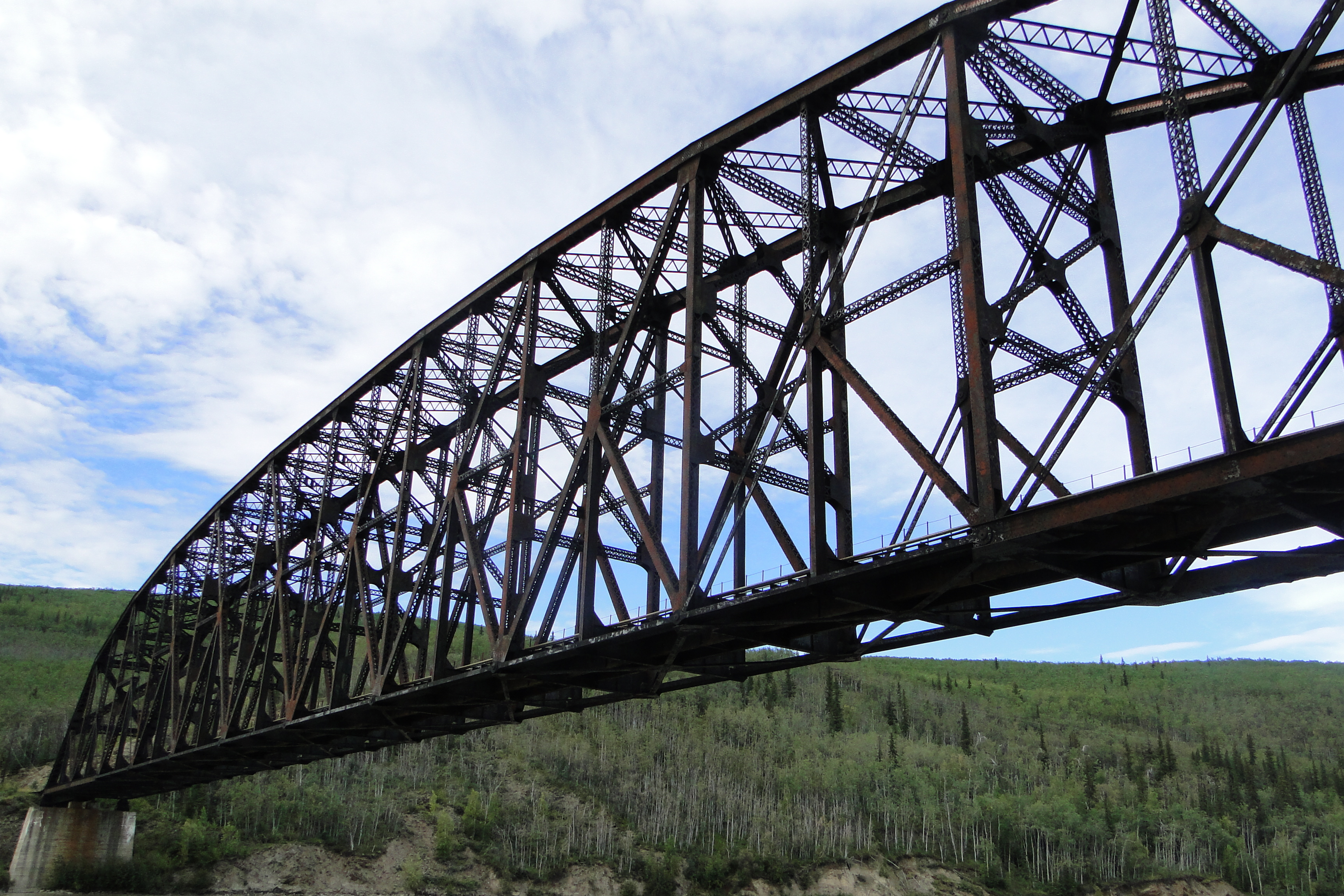
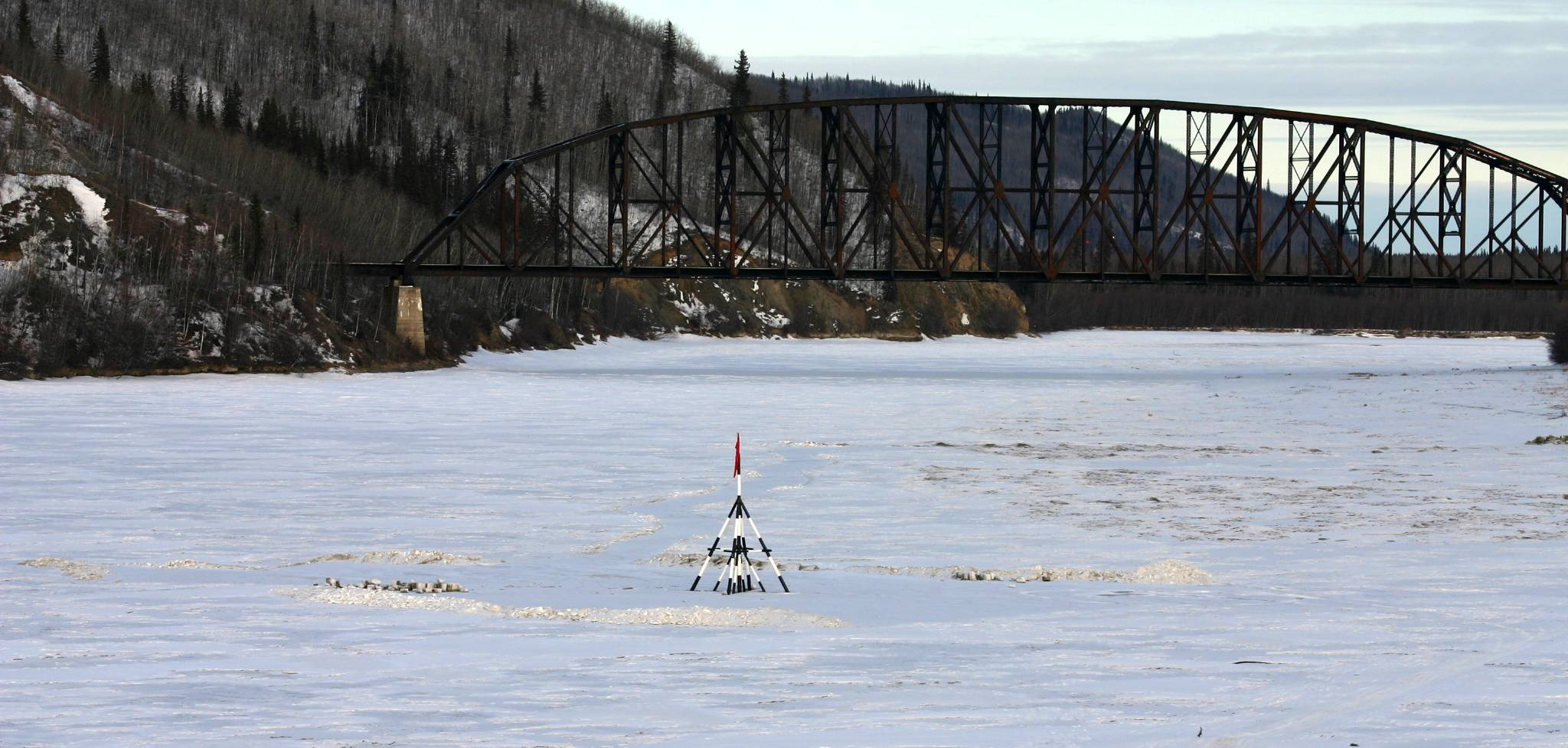

## Servizi pubblici
A Nenana sono presenti una scuola dell'infanzia e una scuola superiore: il Nenana City School District. È presente una biblioteca con accesso a internet. La maggioranza delle case è collegata alla rete idrica e alla fognatura pubblica. 
Nenana è un punto importante di smistamento e recapito delle merci, che arrivano per ferrovia, per i vari villaggi situati lungo il fiume Tanana e più a nord per il fiume Yukon.

## Alcune immagini di Nenana

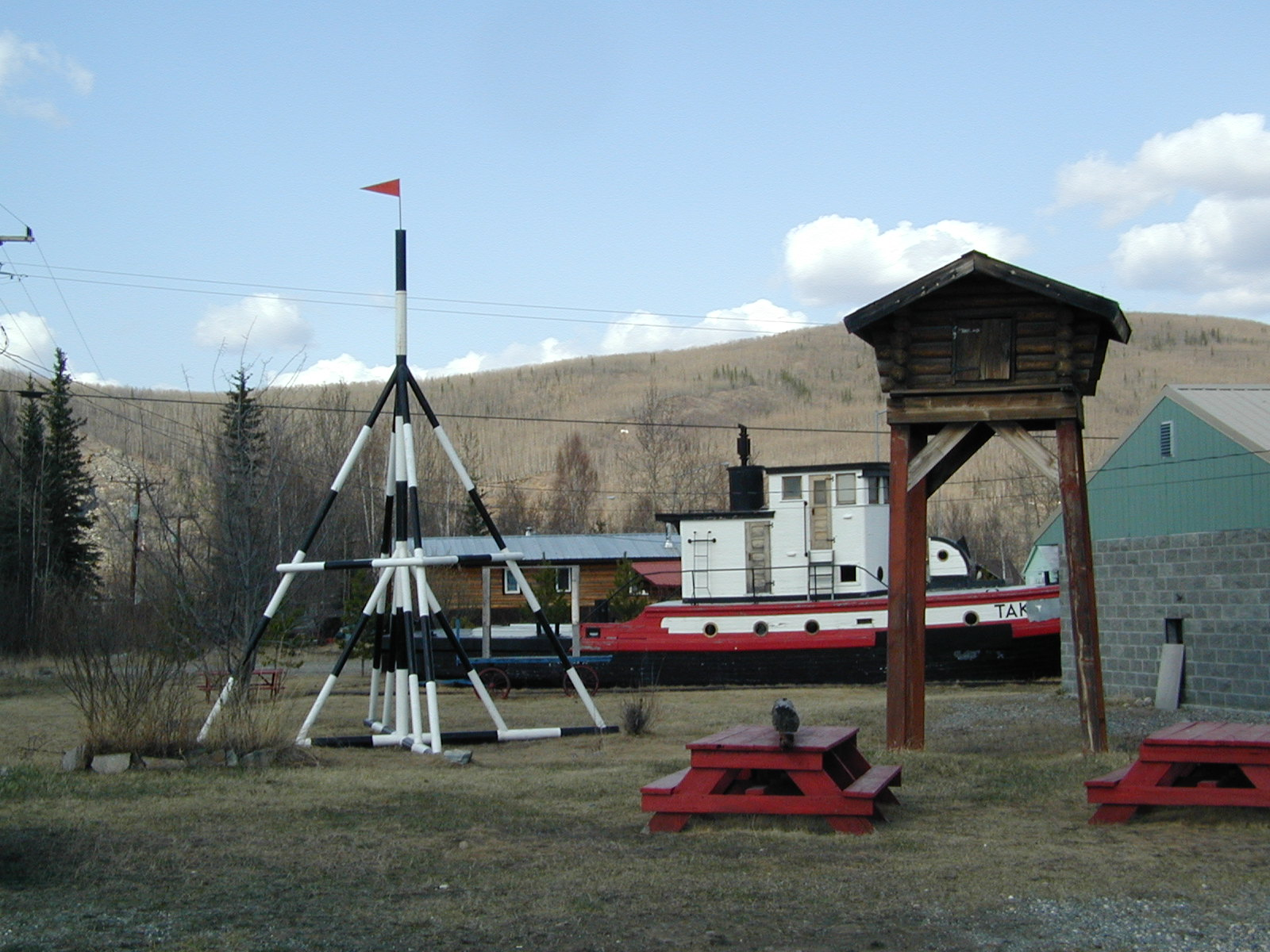
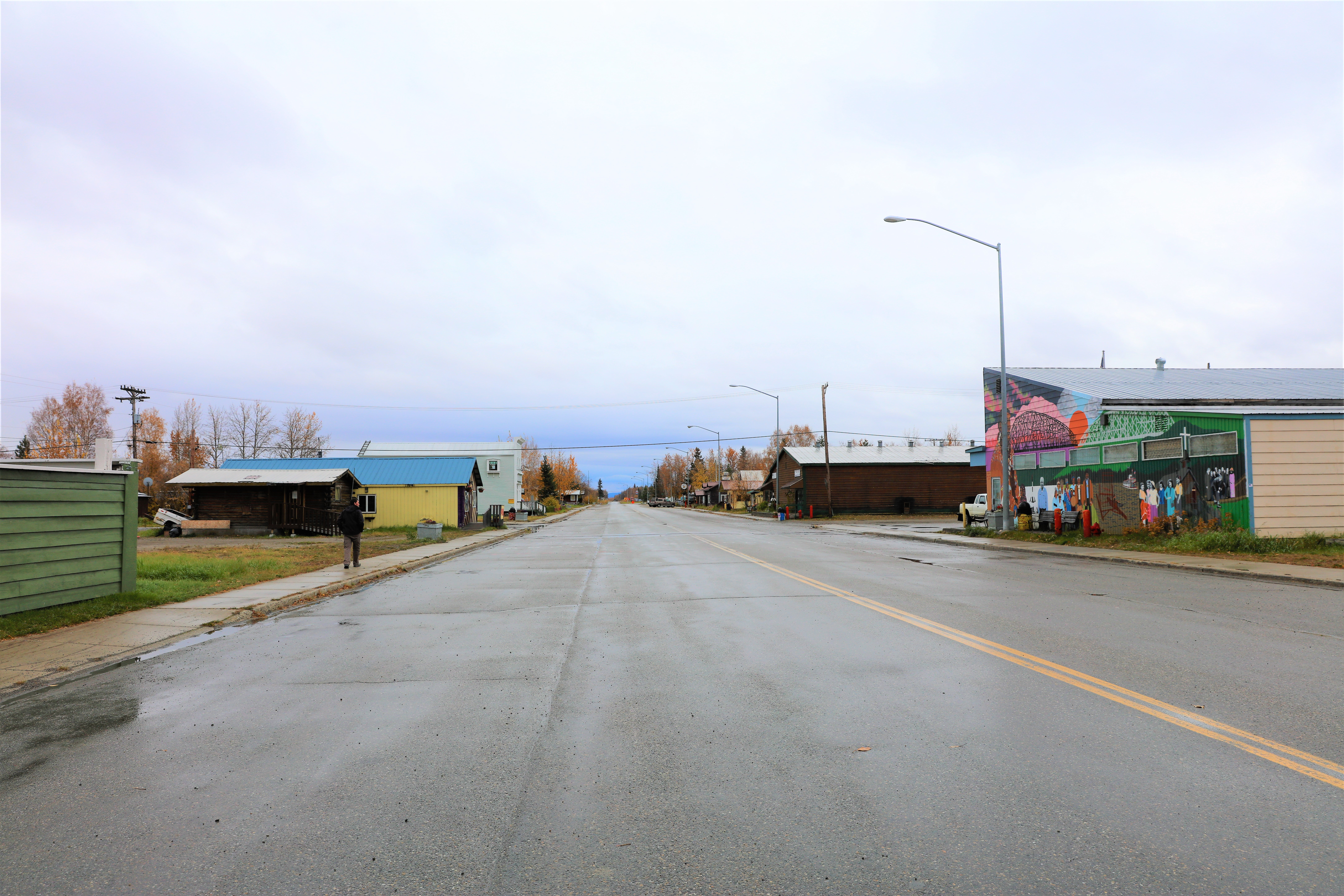
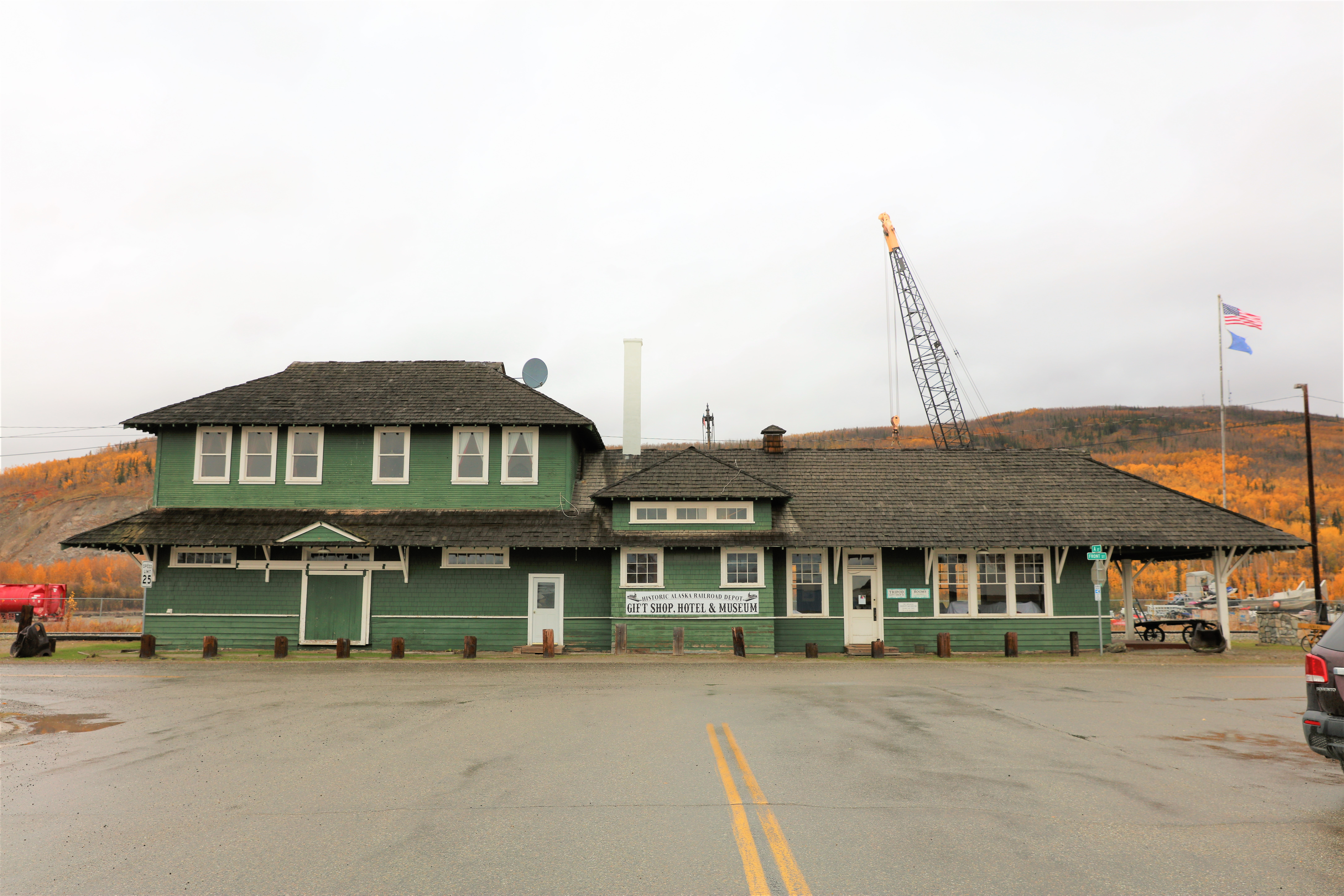
La stazione ferroviaria
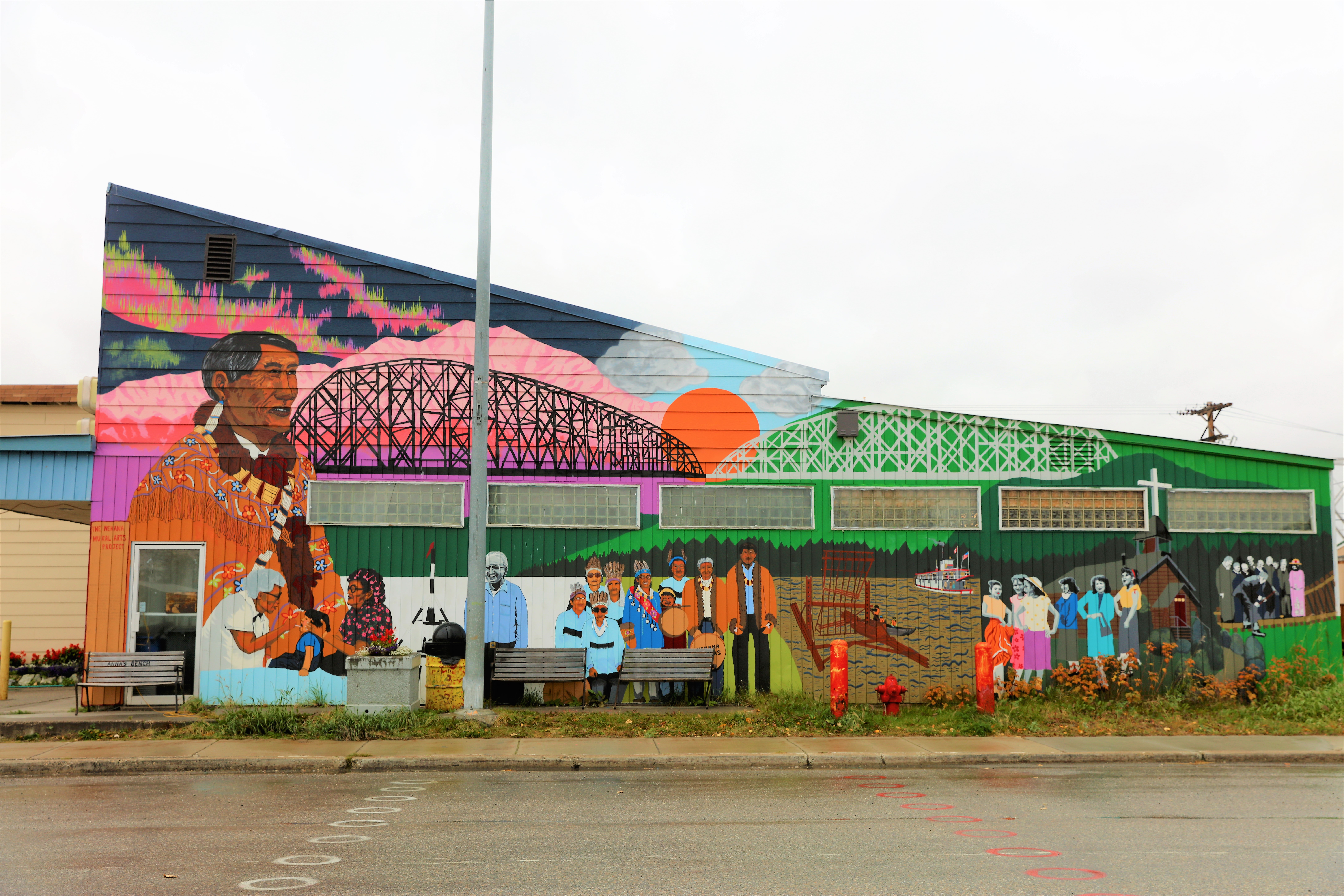
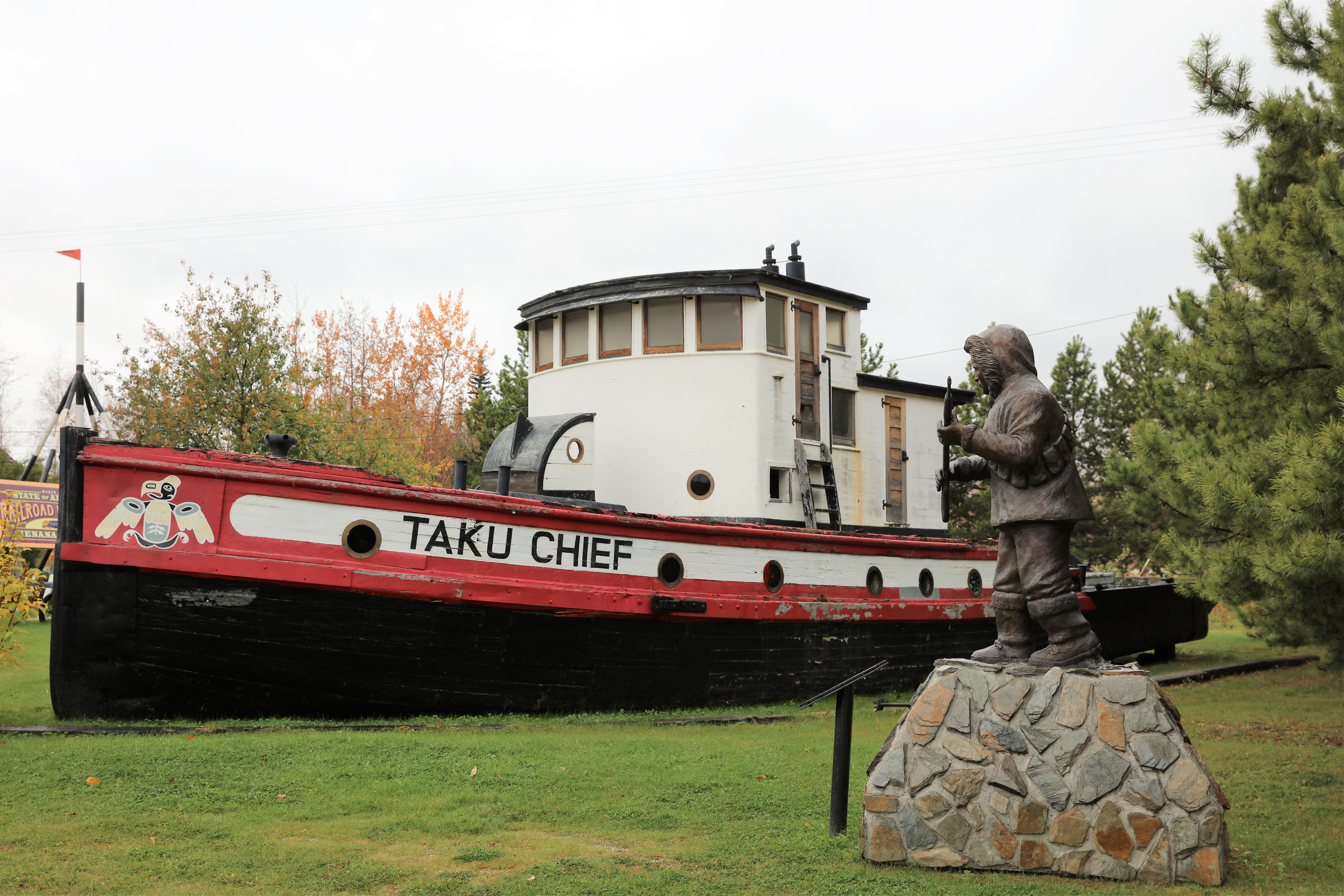
Rimorchiatore "Taku Chief"
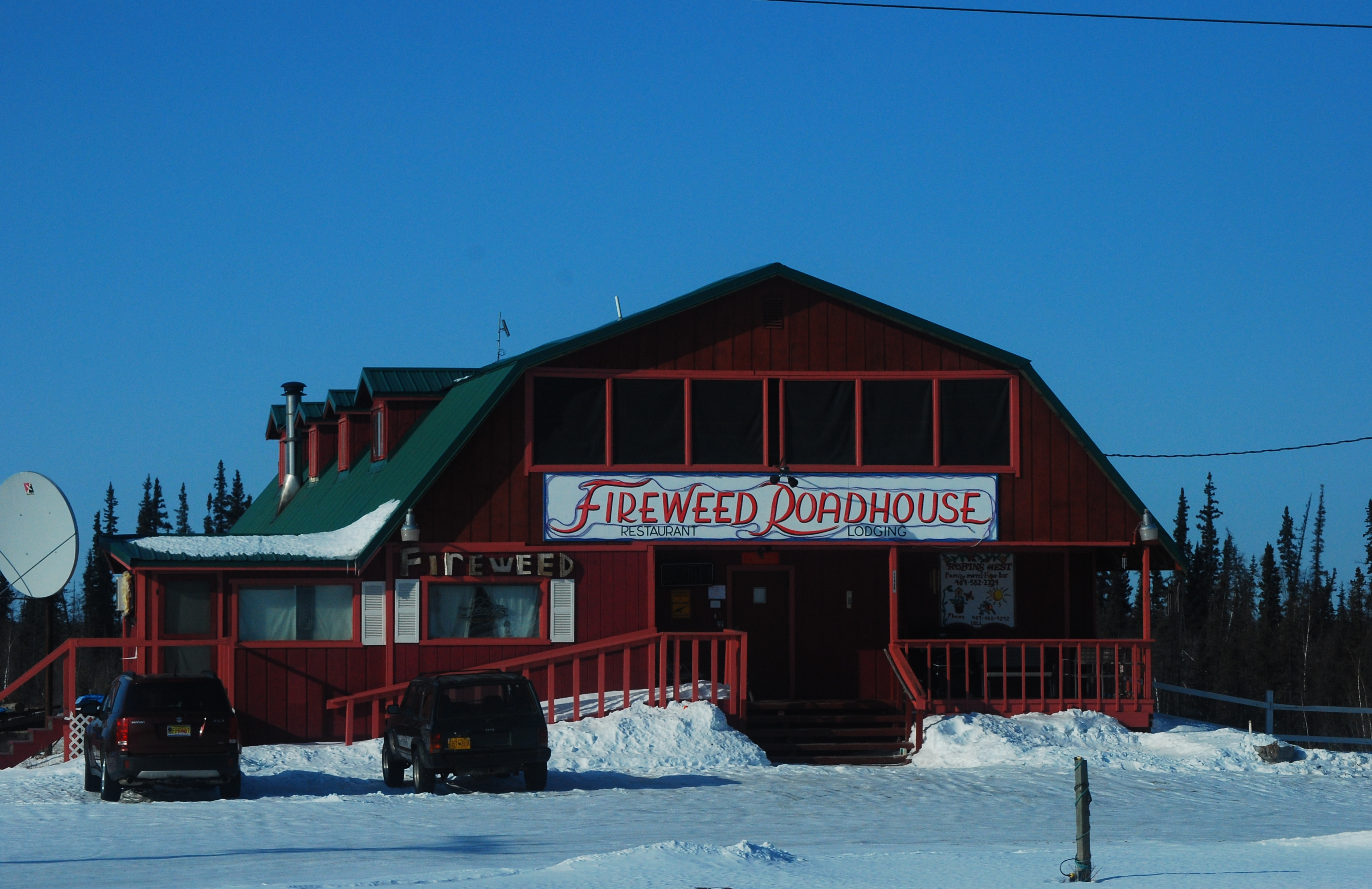
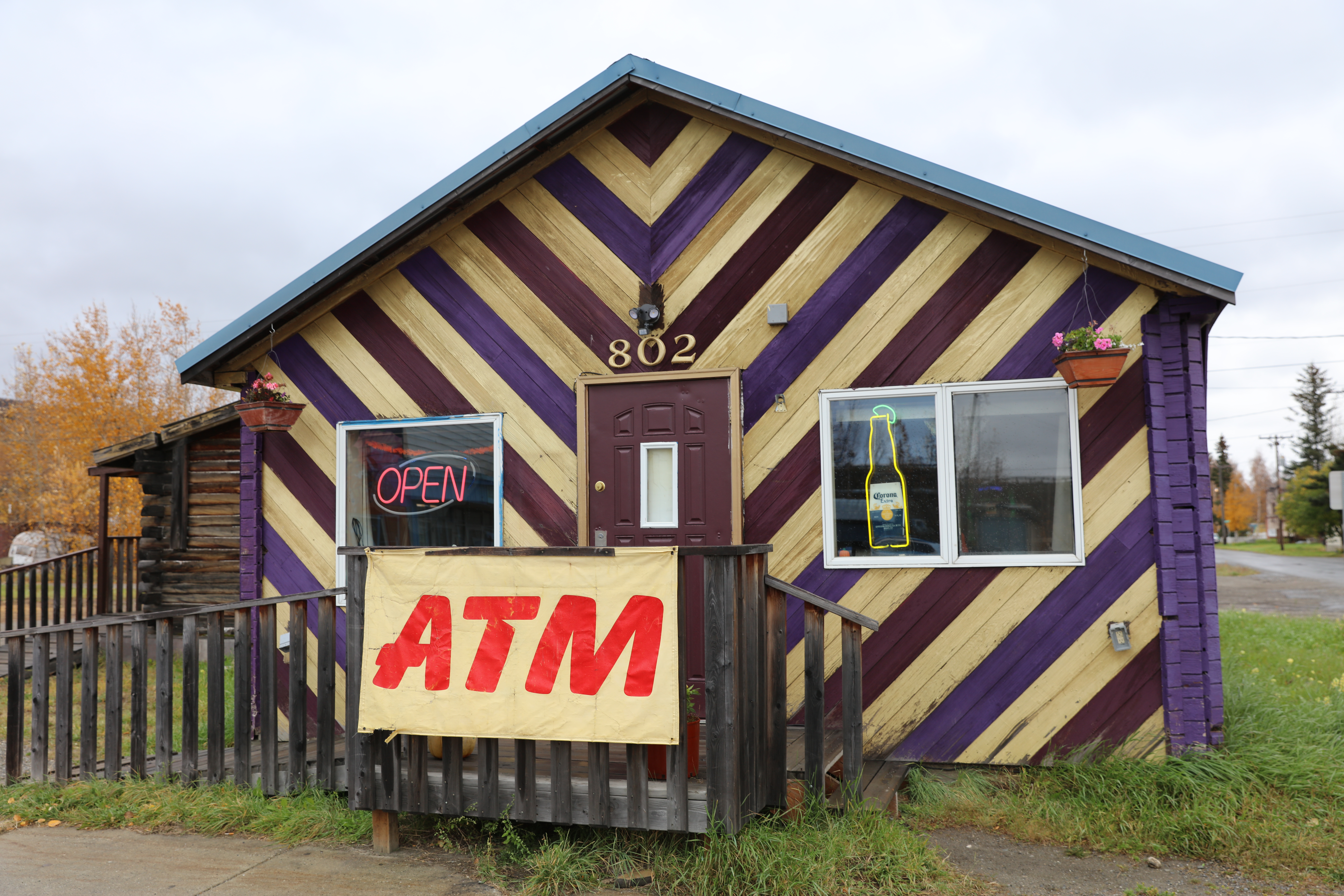
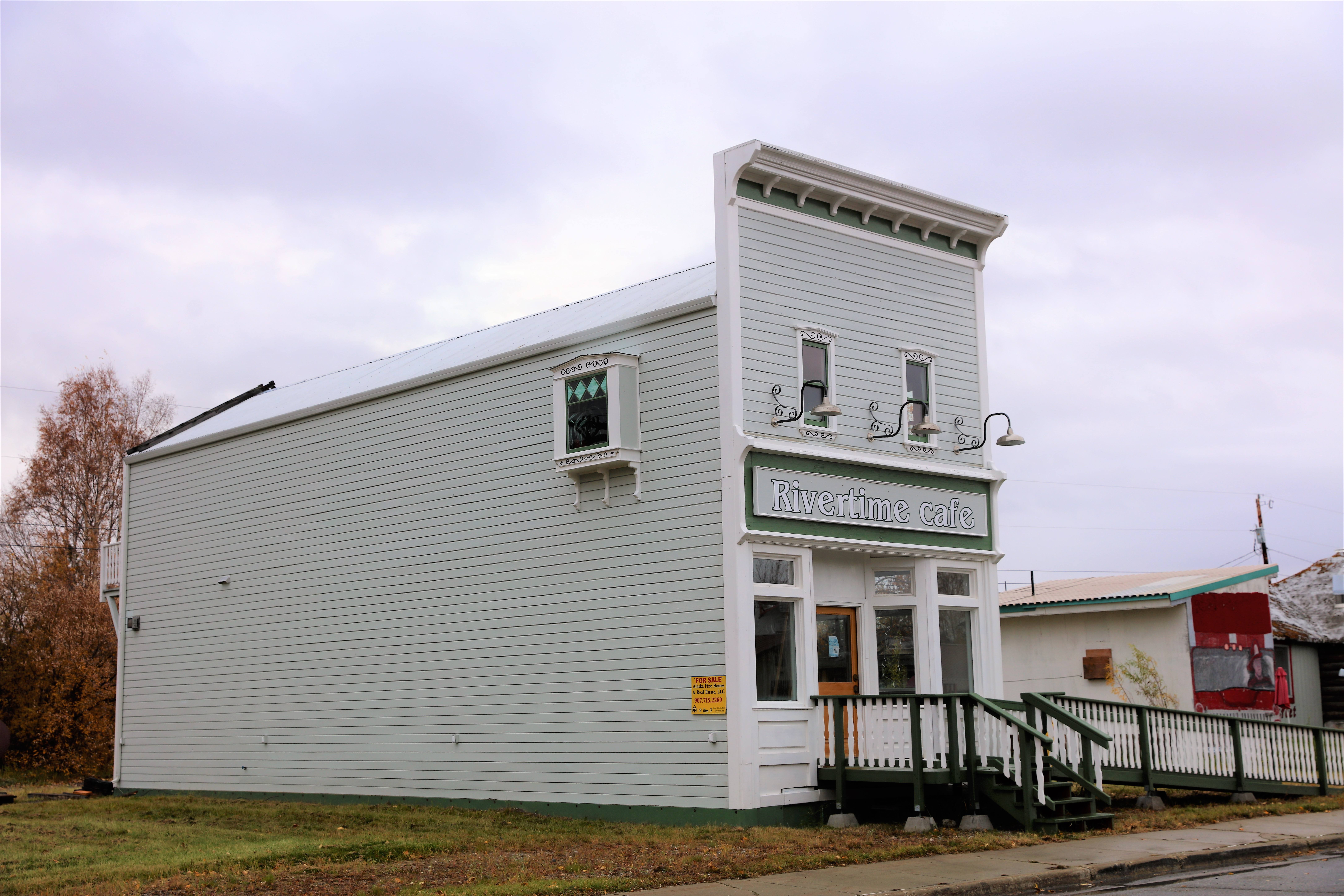
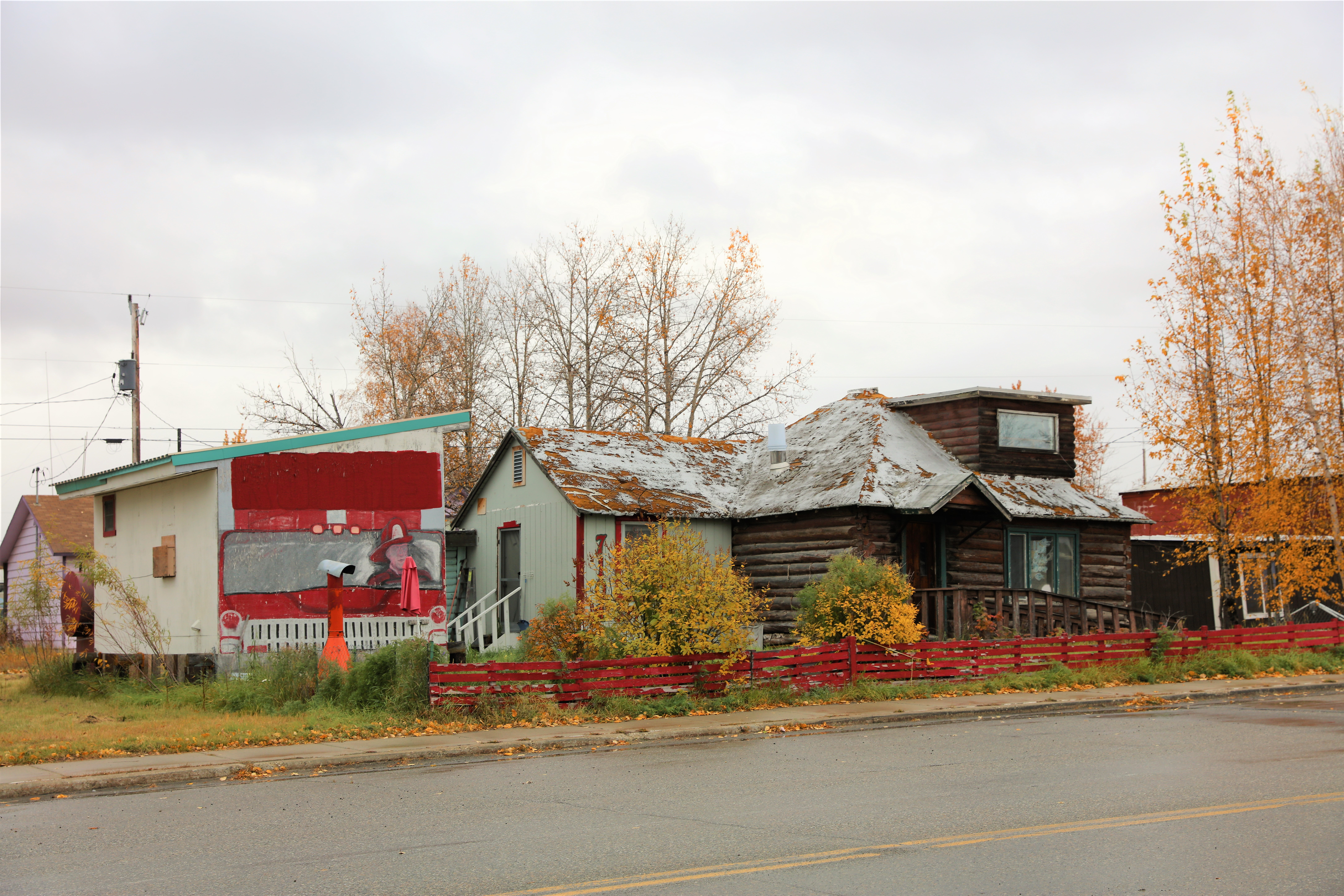
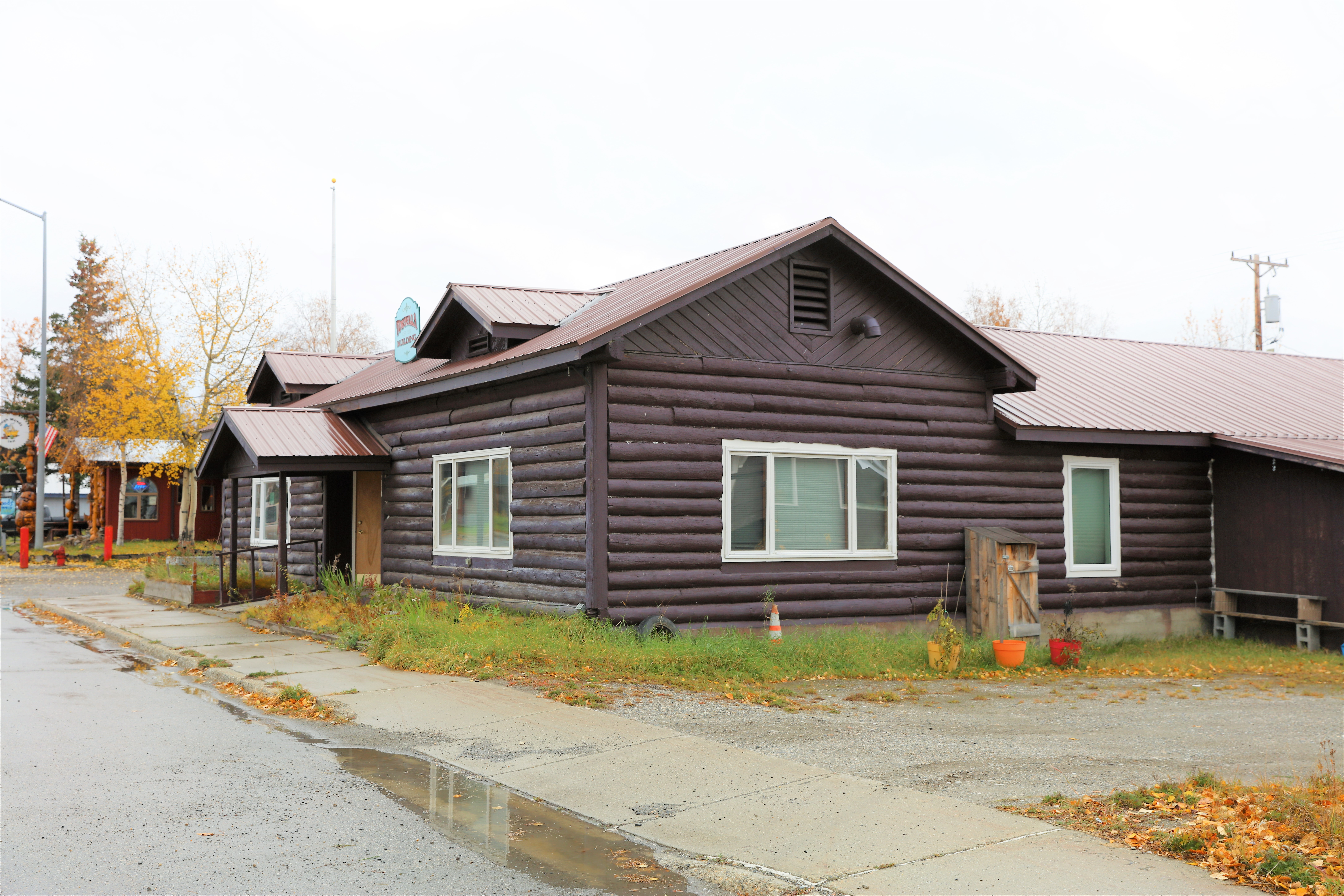
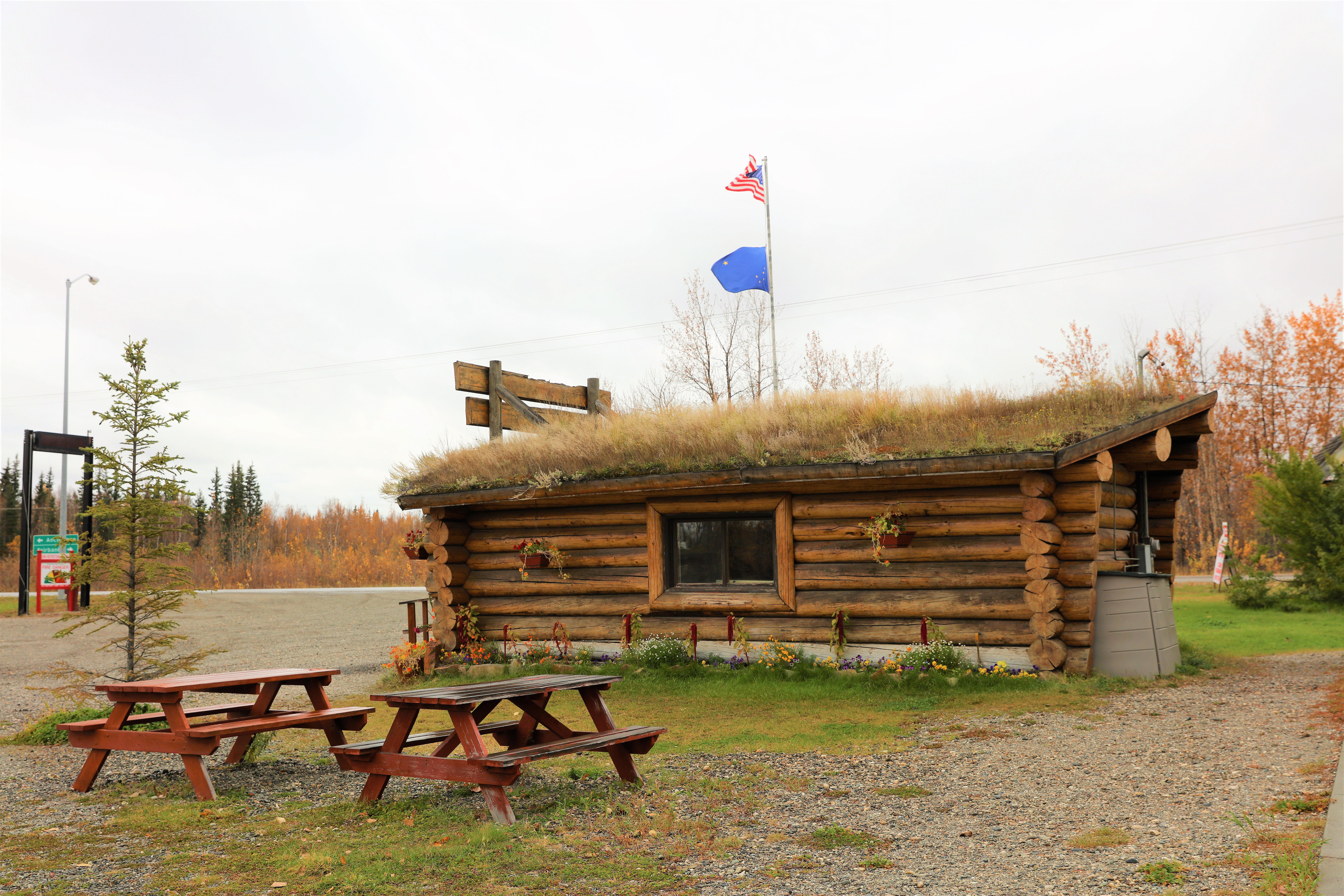
Nenana Visitor Center